# Ryan Lindley
Ryan George Lindley (San Diego, 22 giugno 1989) è un ex giocatore di football americano statunitense che ha giocato nel ruolo di quarterback nella National Football League (NFL). Fu scelto nel corso del sesto giro (185º assoluto) del Draft NFL 2012 dagli Arizona Cardinals. Al college ha giocato a football a San Diego State.

## Carriera professionistica

### Arizona Cardinals
Il 28 aprile 2012, Lindley fu scelto nel corso del sesto giro del Draft 2012 dagli Arizona Cardinals. A sorpresa debuttò nella settimana 11 contro gli Atlanta Falcons quando l'allenatore Ken Whisenhunt lo gettò nella mischia al posto di John Skelton per rivitalizzare l'attacco anemico della squadra. La sua prima gara da professionistica si concluse con 9 passaggi completati su 20 tentativi per 64 yard con Arizona che perse una gara punto a punto. Dopo questa partita, Ryan fu nominato titolare per la prima volta in carriera nel turno successivo contro i St. Louis Rams. Il giocatore partì bene completando la maggior parte dei suoi passaggi ma concluse in maniera disastrosa lanciando ben 4 intercetti, coi Cardinals che uscirono sconfitti.
Nella seconda partenza da titolare consecutiva, Lindley e Cardinals furono battuti dai New York Jets, col rookie che completò solamente 10 passaggi su 31 tentativi per 72 yard e un intercetto subito.
Nella partita successiva contro i Seattle Seahawks, Skelton fu nuovamente nominato titolare ma dopo che questi lanciò ben 4 intercetti, Lindley vi subentrò a risultato ampiamente compromesso. Ryan terminò con 8 passaggi completati su 17 tentativi e 59 yard.
Battendo i Detroit Lions nella settimana 15, i Cardinals interruppero una striscia di nove sconfitte consecutive. Lindley passò 104 yard e subì un intercetto. La sua stagione da rookie si concluse con 752 yard passate, nessun touchdown e 7 intercetti subiti. Nel 2013, Lindley fu il terzo quarterback nelle gerarchie della squadra dietro Carson Palmer e Drew Stanton, non scendendo mai in campo.

### San Diego Chargers
Il 31 agosto 2014, Lindley firmò per fare parte della squadra di allenamento dei San Diego Chargers. Il 31 agosto fu assegnato alla squadra di allenamento,

### Ritorno ai Cardinals
L'11 novembre 2014, Lindley firmò per fare ritorno ai Cardinals dopo l'infortunio che pose fine alla stagione del quarterback titolare Carson Palmer. Quando anche Drew Stanton si infortunò nella gara della settimana 15 contro i Rams, Ryan tornò a rivedere il campo per la prima volta dal 2012, completando 4 passaggi su 10 per 30 yard nella vittoria della sua squadra. La settimana successiva fu nominato titolare per la gara contro i Seattle Seahawks, decisiva per decidere il vincitore della NFC West division, persa per 35-6 in cui, opposto alla miglior difesa della lega, completò solamente 18 passaggi su 44 con un intercetto. Nell'ultima gara dell'anno passò i primi due touchdown in carriera a Michael Floyd (con tre intercetti subiti) ma i Cardinals, già certi di un posto nei playoff, uscirono sconfitti contro i San Francisco 49ers.
Il 3 gennaio 2015, i Cardinals furono eliminati nel primo turno di playoff dai Panthers facendo registrare il minimo della storia della lega per yard guadagnate nella post-season, 77. Lindley, partito ancora come titolare al posto di Stanton, concluse con un touchdown passato e due intercetti subiti.

### New England Patriots
Il 10 agosto 2015, Lindley firmò coi New England Patriots.

## Statistiche
Stagione regolare
| Anno | Squadra           | G | GT | Passaggi | Passaggi | Passaggi | Passaggi | Passaggi | Passaggi | Passaggi | Passaggi |
| Anno | Squadra           | G | GT | Comp     | Tent     | %        | Yard     | Media    | TD       | Int      | Rat      |
| ---- | ----------------- | - | -- | -------- | -------- | -------- | -------- | -------- | -------- | -------- | -------- |
| 2012 | Arizona Cardinals | 6 | 4  | 89       | 171      | 52,0     | 752      | 4,4      | 0        | 7        | 46,7     |
| 2013 | Arizona Cardinals | 0 | 0  | -        | -        | -        | -        | -        | -        | -        | -        |
| 2014 | Arizona Cardinals | 3 | 2  | 45       | 93       | 48,4     | 562      | 6,0      | 2        | 4        | 56,8     |

Statistiche aggiornate alla stagione 2014